# Mario Zampi
Mario Zampi (Sora (Laci), 1 de novembre de 1903 - Londres, 2 de desembre de 1963) fou un director de cinema italià. Fou cofundador de la productora britànica Two Cities Films, força relacionada amb les comèdies britàniques de la dècada del 1950.

## Biografia
Zampi va començar la seva carrera com a actor a Itàlia amb 17 anys. El 1930 treballada com a muntatgista de la Warner Bros. a Londres. En 1937 ell i el seu compatriota Filippo Del Giudice fundaren Two Cities Films. Si bé la companyia va destacar per pel·lícules tan serioses com In Which We Serve, Henry V, i Hamlet, Zampi és el més recordat per les comèdies. Va fer la seva empremta amb pel·lícules com Laughter in Paradise (1951), The Naked Truth (1957), i Too Many Crooks (1959), sovint en el doble paper de director i productor.

## Filmografia
Director i productor si no s'indica una altra cosa.
- Tredici uomini e un cannone (1936) productor
- 13 Men and a Gun (1938)
- French Without Tears (1940) productor
- Spy for a Day (1940)
- Freedom Radio aka A Voice in the Night (1941) productor (no acreditat)
- The Phantom Shot (1947)
- Third Time Lucky (1948) productor
- The Fatal Night (1948)
- The Happiest Days of Your Life (1950) productor
- Shadow of the Past (1950)
- Come Dance with Me (1950)
- Laughter in Paradise (1951)
- Top Secret, aka Mr. Potts Goes to Moscow (1952)
- I Chose Love aka Ho scelto l'amore (1953) director
- Happy Ever After, aka Tonight's the Night (1954)
- Now and Forever (1956)
- The Naked Truth, aka Your Past Is Showing (1957)
- Too Many Crooks (1959)
- Bottoms Up (1960)
- Five Golden Hours, aka Cinque ore in contanti (1961) director